# Hyperphalangie
Die Hyperphalangie (von altgriechisch ὑπέρ hyper ‚über, überzählig‘ und altgriechisch φάλαγξ phálanx ‚Stamm, Finger/Zehenglied‘) ist bei verschiedenen Wasserwirbeltieren (Vierfüßlern), insbesondere einigen Sauriern, aber auch Schildkröten ein normales anatomisches Merkmal.
Beim Menschen ist die Hyperphalangie eine sehr seltene angeborene Fehlbildung mit überzähligen Phalangen, die Zahl in einem Finger ist größer als 3.
Dabei ist meist beidseits und symmetrisch in den Fingern und/oder Zehen ein zusätzliches knöchernes Glied vorhanden. Der Daumen ist nicht betroffen, typischerweise liegen keine weiteren Skelettveränderungen vor. Liegt beim Daumen ein überzähligs Fingerglied vor, spricht man von einem Triphalangealen Daumen.
Neben den beidseitigen gibt es auch einseitige Formen.
Abzugrenzen ist der Pseudohyperphalangismus, bei dem keine zusätzliche Knochenanlage vorhanden ist, sondern ein Ossifikationszentrum sich in zwei Teile trennt. Vorkommen bei der Dihydantoin-Embryopathie.
Synonyme sind: Hyperphalangismus; Polyphalangismus; Hyperphalangie der Digitalen 2-5

## Verbreitung
Ursache und Häufigkeit beim Menschen sind nicht bekannt, bislang wurde über wenige 100 Betroffene berichtet.

## Im Rahmen von Syndromen
Bei einigen Syndromen kann eine Hyperphalangie vorkommen:
- Catel-Manzke-Syndrom, Synonym: Pierre-Robin-Syndrom – Hyperphalangie – Klinodaktylie
- Chitayat Syndrom (CHYTS)[9]
- Devriendt Syndrom[10][11]
- Hyperphalangie der Finger-Zehenanomalie-schweres Pectus excavatum-Syndrom[12]
- Temtamy präaxiales Brachydaktylie-Syndrom (TPBS)[13]